# Bentpath
 (septembre 2023).
Bentpath est un village situé dans le Dumfries and Galloway, en Écosse.